# Kamenolom Nejdek
Kamenolom Nejdek je kamenolom nacházející se ve vesnici Nejdek, místní části obce Bělotín v okrese Přerov v Olomouckém kraji. Kamenolom se nachází v pohoří Nízký Jeseník.

## Další informace
Stěny Kamenolomu Nejdek jsou „dominantou“ Nejdku.
Společnost KAMENOLOMY ČR s.r.o. (dceřiná společnost stavebního koncernu STRABAG Holding)  zde provádí těžbu, výrobu a prodej různorodého drceného kameniva pro pozemní a vodní stavby. Primárně dolovaným kamenem je moravská droba s vložkami slepenců (87 % objemu), zbytek (13 %) tvoří jílovité břidlice a prachovce. Ložisko je porušeno několika diagonálními a směrnými dislokacem a orogenezí. Mocnost ložiska je 15 až 92 m. Surovina je těžena ve stěnovém lomu clonovými odstřely. Z rozvalu je surovina dopravována do stacionární úpravárenské linky s drtiči a třídiči. Surovina je upravována suchým způsobem.

## Galerie

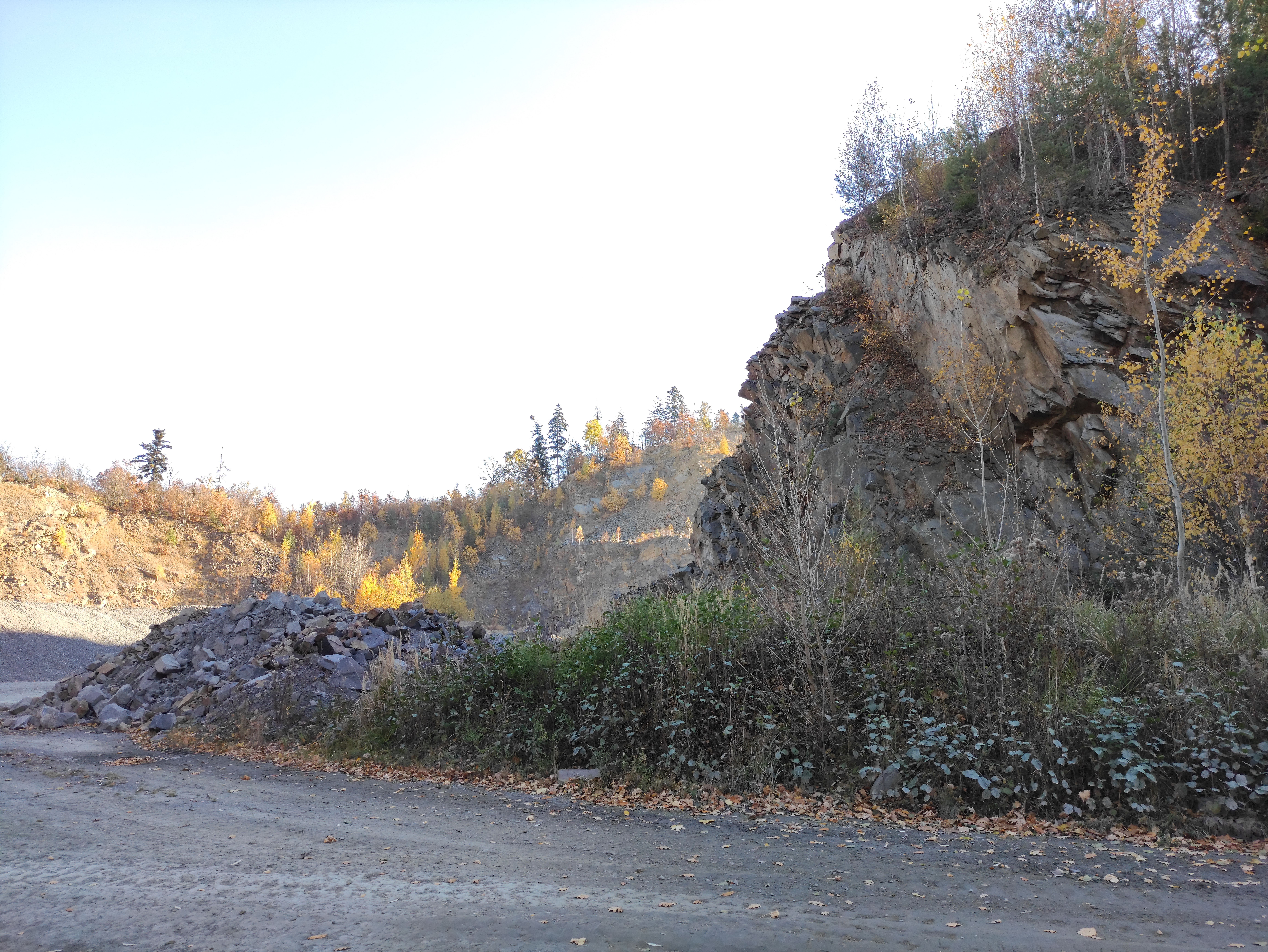